# Binham
Binham – wieś w Anglii, w hrabstwie Norfolk, w dystrykcie North Norfolk. Leży 40 km na północny zachód od Norwich i 173 km na północny wschód od Londynu.
W 2001 miejscowość liczyła 232 mieszkańców.